# Major Indoor Lacrosse League sezon 1994
Sezon rozpoczął się 8 stycznia, a zakończył 16 kwietnia 1994 roku. W tym sezonie nie rozegrano All Star Game. Zespół Pittsburgh Bulls wycofał się z rozgrywek. Był to ósmy sezon zawodowej ligi lacrosse (licząc sezony EPBLL). Mistrzem sezonu została drużyna Philadelphia Wings.

## Wyniki sezonu
W – Wygrane, P – Przegrane, PRC – Liczba wygranych meczów w procentach, GZ – Gole zdobyte, GS – Gole stracone
| Kwalifikacja do playoffs |

| Dywizja Narodowa |   |   |       |     |    |
| Drużyna          | W |   | PRC   | GZ  | GS |
| Buffalo Bandits  | 6 | 2 | 0.750 | 121 | 99 |
| Detroit Turbos   | 5 | 3 | 0.625 | 94  | 95 |
| Boston Blazers   | 4 | 4 | 0.500 | 93  | 91 |

| Dywizja Amerykańska |   |   |       |     |     |
| Drużyna             | W | P | PRC   | GZ  | GS  |
| Philadelphia Wings  | 6 | 2 | 0.750 | 127 | 89  |
| New York Saints     | 2 | 6 | 0.250 | 81  | 102 |
| Baltimore Thunder   | 1 | 7 | 0.125 | 93  | 113 |

### Playoffs
- Detroit Turbos 10 – Buffalo Bandits 16
- New York Saints 7 – Philadelphia Wings 17

### Finał
- Philadelphia Wings 26 – Buffalo Bandits 15

## Nagrody
| Nagroda                        | Zwycięzca    | Drużyna            |
| ------------------------------ | ------------ | ------------------ |
| MVP sezonu                     | John Tavares | Buffalo Bandits    |
| Najlepszy debiutant sezonu     | Tom Marechek | Philadelphia Wings |
| MVP meczu finałowego           | Paul Gait    | Philadelphia Wings |
| Najlepszy strzelec (31 bramek) | Paul Gait    | Philadelphia Wings |